# Camillina campeche
Camillina campeche Platnick & Shadab, 1982 è un ragno appartenente alla famiglia Gnaphosidae.

## Etimologia
Il nome proprio deriva dalla regione messicana di Campeche

## Caratteristiche
L'olotipo maschile rinvenuto dall'entomologo Antonio Berlese ha lunghezza totale è di 3,42mm; la lunghezza del cefalotorace è di 1,48mm e la larghezza è di 1,16mm

## Distribuzione
La specie è stata reperita nel Messico meridionale: nei pressi di San Francisco de Campeche, nello stato di Campeche

## Tassonomia
Al 2015 non sono note sottospecie e dal 1982 non sono stati esaminati nuovi esemplari